# LE B 1–5
Les B 1–5 sont des voitures de voyageurs de l'original chemin de fer du Mont-Cenis (MC). L'une d'entre elles, la B 5, est conservée en état de marche par le chemin de fer-musée Blonay-Chamby (BC).

## Histoire
En 1864, Thomas Brassey, associé avec l’ingénieur anglais John Barraclough Fell et l'industriel Alexander Brogden, propose à l’empereur Napoléon III de construire une ligne de chemin de fer entre Saint-Michel-de-Maurienne en Savoie (France) et Suse (Italie), en passant par le col du Mont-Cenis. Ainsi, entre 1865 et 1868, la Société Chevalier, Cheylus Jeune & Cie va construire une série de cinq voitures : ce sont les B 1–5. Pour ce faire, l'entreprise réutilise du matériel issu du chemin de fer Lausanne-Échallens (LE). Elle fabrique deux voitures de seconde classe (B 2 et 3) et trois voitures de troisième classe (C 2, 3 et 6), offrant chacune 14 places assises,.
Une de ces voitures est exposée à l'Exposition universelle de 1867 afin de mettre en avant le système de rail central inventé par John Fell.
Lorsque la ligne ferme, à la suite de l'ouverture du Tunnel ferroviaire du Fréjus, les voitures sont transformées et mises en service en 1873 sur la ligne chemin de fer de Lausanne à Échallens.
En 1893, elles sont renumérotées B 16–20.
En 1913, elles sont reclassées C 16–20.
En 1914, la voiture C 16 est renumérotée C 21.
En 1917 elles sont retirées du service et transformées en wagons à lait O 75-79.

## B 5 au Chemin de fer-musée Blonay-Chamby (BC)
En 1917 le C 20 est retirées du service voyageur et transformées en wagons à lait O 79. La caisse est cédée comme cabane de jardin à un particulier à Saint-Cierges.
En 1981, à l’initiative de Monsieur Desmeules, directeur du chemin de fer Lausanne-Échallens-Bercher (LEB), cette caisse est récupérée et posée sur le châssis du wagon plat O 502, également originaire du Mont-Cenis.
En 2016, le LEB a décidé de céder la voiture au chemin de fer-musée Blonay-Chamby où il a été soumis à une révision totale.